# Amblyseius manipurensis
Amblyseius manipurensis är en spindeldjursart som beskrevs av Gupta 1978. Amblyseius manipurensis ingår i släktet Amblyseius och familjen Phytoseiidae. Inga underarter finns listade i Catalogue of Life.